# 斯特罗姆内斯

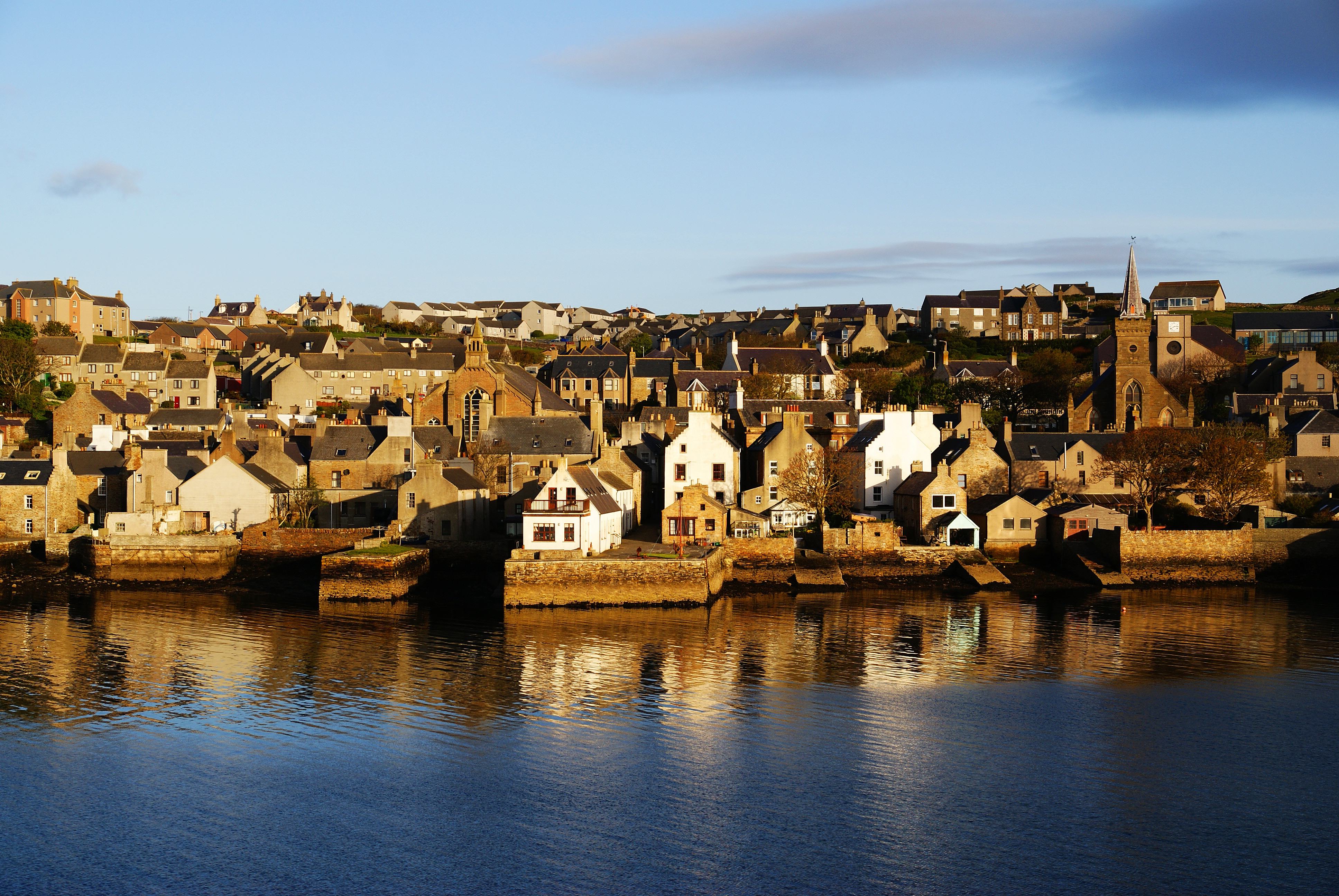
斯特罗姆内斯

斯特罗姆内斯，是苏格兰奥克尼群岛上的第二大城镇，坐落于梅恩蘭島西南部。斯特罗姆内斯同时也是一个教区的名字，斯特罗姆内斯镇是教区的首府。

## 名称语源
斯特罗姆内斯一名来自斯堪的纳维亚语言。“Strom”指撕裂the Point of Ness，穿过霍伊海口（Hoy sound）到达镇南的强大海潮。而“Ness”指陆岬。因此，斯特罗姆内斯意为“延伸到浪潮之中的海角”。 在维京时期，现在斯特罗姆内斯所在的地方是一个停泊地，被称作“Hamnavoe”，意为“平和”或“安全港”。

## 市镇
斯特罗姆内斯是一座历史悠久的海港，拥有大约2190人口。老城区沿着特征鲜明而多风的主街分布，两侧是用当地石材修建的住宅和店铺，其间分布着狭窄而分叉的小道。斯特罗姆内斯有渡轮通航苏格兰本土北端海边的斯科拉布斯特（Scrabster）。
斯特罗姆内斯最早在16世纪作为一个小酒馆的地址被记载，并于17世纪晚期，因英法交战，船只不得不避开英吉利海峡而变得重要。哈得逊湾公司（Hudson's Bay Company ）的船只，以及捕鲸船队，定期造访本港。大量来自斯特罗姆内斯周边的奥克尼人给以上两者充当商人，探测者以及水手。斯特罗姆内斯博物馆的藏品，就反映了本镇的这段历史（举例来说，展品包括重要的捕鲸遗迹以及当地人从格陵兰和加拿大北极圈地区作为纪念品带回来的因纽特手工艺品）。作为本镇一个不同寻常的方面，很多建筑的外墙都是用鲸骨装饰的。
作家乔治·迈凯·布朗（George Mackay Brown ）生于本镇，并在这里度过了他一生大多数时光。在他去世后，埋葬在本镇的公墓，朝向霍伊海口。
斯特罗姆内斯一名在Sir Peter Maxwell Davies 的流行钢琴曲再会斯特罗姆内斯（Farewell to Stromness）的题名中被提及，该曲是为了抗议在本区开设一个铀矿而作的讽刺剧Yellow Cake Revue 中的插曲（题名“Yellow Cake”是指铀矿处理早期产生的黄色含铀粉末，中文称黄饼）。本剧最早在1980年6月21日由作者在斯特罗姆内斯酒店（Stromness Hotel ）表演，作为圣马格努斯节（St Magnus Festival）的一部分。在该年晚些时候，开设铀矿的计划被取消了。
斯特罗姆内斯也是Herbert Wetterauer撰写的一部小说的名字，该小说的情节主要发生在本镇。

## 教区
斯特罗姆内斯教区包括霍伊岛和格莱姆赛岛，以及一片方圆五英里左右的土地，of about 5 miles by 3¾ on Mainland。主要部分的边界在西面直到大西洋，在南面和东南面到霍伊海口，在东北面到Loch of Stenness。
古代遗物包括位于霍伊海口西入口的，由最后一任奥克尼主教于1633年修建的Breckness House；以及位于Breckness House和斯特罗姆内斯镇之间的一处古代公墓，包括已毁弃的教堂和残存下来的修道院遗址。

## 地理
斯特罗姆内斯地区朝向大西洋的是一系列100至500英尺高的峭壁，而朝向霍伊海口的部分是肥沃的低地。但其他部分主要是荒芜的高地。本地的岩石拥有高度地质学重要性，并因Hugh Miller, Asterolepsis of Stromness 的出版而闻名。